# Сіях-Корд-Ґавабар
Сіях-Корд-Ґавабар (перс. سياه كردگوابر) — село в Ірані, у дегестані Морідан, у бахші Кумеле, шагрестані Лянґаруд остану Ґілян. За даними перепису 2006 року, його населення становило 129 осіб, що проживали у складі 39 сімей.